# 哈特山麓圣彼得
哈特山麓圣彼得是奥地利上奥地利州因河畔布劳瑙县的一个市镇。总面积23平方公里，总人口2414人，人口密度104.9人/平方公里（2014年1月1日）。